# Universidad Católica del Uruguay
La Universidad Católica de Uruguay (UCU) es una institución de educación superior privada y de inspiración católica, con sede en Montevideo.
Fundada en 1985 como sucesora de distintas iniciativas educativas católicas, es la primera institución de educación superior privada y religiosa del país. Afiliada a la Compañía de Jesús, está integrada por cuatro facultades y dos escuelas. Su campus central se encuentra en Montevideo, mientras que los campus regionales en el interior del país se localizan en las ciudades de Punta del Este y Salto.

## Historia

### Antecedentes

Edificio principal de la universidad, 1925

La historia de la universidad se remonta a 1876 cuando el entonces obispo de Montevideo, Mariano Soler, fundó el Liceo de Estudios Universitarios, un centro educativo para formar jóvenes en ciencia y religión. En 1886 la institución, que se había convertido en una universidad libre, fue clausurada debido a la restrictiva legislación en materia de estudios secundarios y universitarios.
En septiembre de 1953, durante el Congreso de la Unión Nacional de Educación Católica, presidido por el arzobispo Antonio María Barbieri, se propuso crear un centro católico de enseñanza superior. De esta manera, en marzo de 1954 abrió sus puertas el Instituto de Filosofía, por iniciativa de las Hermanas del Sagrado Corazón de Jesús. En 1967, tras la incorporación de cursos en áreas como las artes y la química, el centro fue renombrado Instituto de Filosofía, Ciencias y Letras (IFCL). Asimimo, durante la existencia del instituto, se impartieron cursos de psicología, periodismo, historia, trabajo social, ciencias de la comunicación social y gestión empresarial.

### Fundación
En 1981, la Conferencia Episcopal del Uruguay presentó un proyecto para crear una universidad católica en el país, proponiendo al Instituto de Filosofía, Ciencias y Letras ser la base de la nueva institución. De esta forma, el 22 de agosto de 1984, mediante el Decreto 343/984, se autorizó el funcionamiento de la Universidad Católica del Uruguay “Dámaso Antonio Larrañaga” (UCUDAL) y se reconocieron sus planes de estudio. En 1985, la universidad abrió sus puertas, bajo el liderazgo del obispo Luis del Castillo Estrada S.J, su primer rector.

## Vida Universitaria
Como objetivo fundamental de la Universidad buscá que sus alumnos vivan más allá del aula de clase, incorporando actividades extracurriculares como los deportes, contando con el Club Universidad Católica; experiencias artísticas como son el Coro UCU y el Espacio Crear; además de su tradicional Pastoral.
La Universidad posee una extensa red de intercambio académico. Cuenta con vínculos con más de 300 universidades en países de los cinco continentes. Recibe anualmente unos 200 estudiantes extranjeros.

## Campus

### Montevideo
El campus central se encuentra en Montevideo. Se compone de varios edificios propiedad de la universidad, que están localizados en el barrio residencial de La Blanqueada:
- El edificio Sacré Cœur, ubicado sobre la Avenida 8 de Octubre, sirve como la sede central de la universidad.[10] Alberga salones de clase, la biblioteca, un restaurante, el aula magna, diversas salas de conferencias y las oficinas administrativas. Construido en la década de 1920 en estilo neoclásico por el arquitecto Elzeario Boix, fue sede del Colegio Sacré Cœur, un centro educativo para niñas, dirigido por las congregación del Sagrado Corazón de Jesús.[11] A nivel arquitectónico, presenta similitudes con la sede del Colegio y Liceo Sagrada Familia, también obra de Boix.
- El edificio San Ignacio, ubicado sobre la calle Cornelio Cantera, es el anexo al Sacré Cœur, albergando salones de clase y oficinas administrativas.[12]
- El edificio Semprún, ubicado en la calle Estero Bellaco e inaugurado en noviembre de 2021, alberga la UCU Business School (UCUBS), la Escuela de Posgrados y salas de conferencias.[13]
- El edificio Athanasius, ubicado sobre la calle Urquiza e inaugurado en diciembre de 2020, aloja al Centro Ignis –sitio de producción audivisual y artística–.[14]
- El edificio Mullin, ubicado sobre la calle Comandante Braga, destinado a la Facultad de Ingeniería y Tecnología, a la Facultad de Ciencias de la Salud y al Departamento de Ciencias Naturales y Exactas.[15]
- El edificio Madre Marta, ubicado sobre la Avenida Garibaldi, alberga salones de clase y consultorios de la Facultad de Ciencias de la Salud.[16]
- La casa Xalambrí, ubicada sobre la calle Cornelio Cantera, es una edificación histórica que data de las primeras décadas del siglo XX. Alberga salones de clase y un jardín como espacio común.[17]
- El edificio San José, inaugurado en 2025 sobre la Avenida 8 de Octubre, absorbió al antiguo edificio Apolonia.[18] Alberga salones de clase, espacios de uso común, un auditorio, y la Clínica Universitaria de la Salud, compuesta de laboratorios, consultorios y oficinas de dirección.[19]

De manera adicional, la Universidad Católica utiliza en ocasiones como anexo el edificio del Instituto Universitario Mons. Mariano Soler, Facultad de Teología del Uruguay, ubicado en Estero Bellaco 2717, entre Urquiza y la Av. 8 de Octubre.

### Punta del Este
El campus de Punta del Este se encuentra ubicado sobre Avendia Roosevelt y la calla Florencia. Inaugurado en 1998, se compone de un edificio que alberga salones de clase y espacios comunes. En 2024 se anunció la ampliación del campus, con la construcción de un nuevo edificio, nombrado San Fernando.

### Salto
El campus de Salto está compuesto de un edificio emplazado en la calle Artigas. Fue inaugurado en 2003, y es sede central del Observatorio Económico de la universidad.

## Acreditaciones Internacionales
La Facultad de Ciencias Empresariales y la UCU Business School (UCUBS) cuentan desde octubre de 2021 con la acreditación de la Association to Advance Collegiate Schools of Business (AACSB), posicionando a la Universidad como única en el Uruguay con esta certificación. Desde septiembre de 2023 la UCU Business School (UCUBS) también obtuvo la acreditaciones del International Accreditation Advisory Board de la Association of MBAs (AMBA) y la Business Graduates Association (BGA).

## Facultades y Carreras

### Facultades y Escuelas
Se compone de cuatro facultades y dos escuelas:
- Ciencias de la Salud
- Ciencias Empresariales
- Humanidades y Artes Liberales
- Ingeniería y Tecnologías
- UCU Business School (UCUBS)
- Escuela de Postgrados

### Carreras de Grado
- Facultad de Ciencias de la Salud
  - Odontología (Acreditada a nivel MERCOSUR)
  - Tecnicatura de Asistente Dental
  - Licenciatura en Enfermería
  - Licenciatura en Enfermería (Profesionalización para Auxiliares)
  - Licenciatura en Fisioterapia
  - Licenciatura en Fonoaudiología
  - Licenciatura en Nutrición
  - Medicina
  - Licenciatura en Psicología
  - Licenciatura en Psicopedagogía
  - Licenciatura en Seguridad y Salud Ocupacional
  - Tecnicatura en Acompañamiento Terapéutico

- Facultad de Ciencias Empresariales
  - Contador Público (AASCB Accredited)
  - Licenciatura en Dirección de Empresas (AASCB Accredited)
  - Licenciatura en Finanzas
  - Licenciatura en Economía (AASCB Accredited)
  - Licenciatura en Gestión Humana y Relaciones Laborales (AASCB Accredited)
  - Licenciatura en Negocios Internacionales e Integración (AASCB Accredited)

- Facultad de Derecho y Artes Liberales
  - Abogacía
  - Notariado
  - Licenciatura en Artes Visuales
  - Licenciatura en Ciencia Política
  - Licenciatura en Comunicación Social
  - Licenciatura en Educación Inicial
  - Licenciatura en Recreación Educativa
  - Licenciatura en Sociología
  - Licenciatura en Trabajo Social

- Facultad de Ingeniería y Tecnología
  - Ingeniería de Alimentos
  - Ingeniería en Electrónica (Acreditada a nivel MERCOSUR)
  - Ingeniería en Informática
  - Ingeniería en Sistemas Eléctricos de Potencia
  - Ingeniería en Telecomunicación (Acreditada a nivel MERCOSUR)
  - Ingeniería Industrial
  - Ingeniería en Inteligencia Artificial y Ciencia de Datos
  - Licenciatura en Informática
  - Licenciatura en Ingeniería audiovisual

## Autoridades

### Autoridades Institucionales
- Mons. Cardenal Daniel Fernando Sturla Berhouet SDB - Gran Canciller
- P. Rafael Velasco, S.I. - Vice Gran Canciller
- P. Dr. Julio Fernández Techera, S.I. - Rector
- P. Dr. Gustavo Monzón, S.I. - Vicerrector de la Comunidad Universitaria
- Dr. Mario Spangenberg - Vicerrector de Programas Académicos
- Dra. Cecilia Rosell - Vicerrectora de Investigación e Innovación
- Mag. Santiago Mercant - Vicerrector Administrativo
- Dra. Catherine Krauss - Secretaria General

### Autoridades por Facultad, Escuelas y Campus
- Dr. Daniel Salinas - Decano de la Facultad de Ciencias de la Salud
- Dr. Rodrigo Achigar - Decano de la Facultad de Ingeniería y Tecnologías
- Dra. Isabelle Chaquiriand - Decana de la Facultad de Ciencias Empresariales
- Dr. Ricardo Lema - Decano de la Facultad de Derecho y Artes Liberales
- Dr. Juan A. Bogliaccini - Decano de la Escuela de Posgrados
- Mag. Marcos Soto - Decano de UCU Business School
- Mag. Jimena Silva - Decana del Campus Salto
- Dra. Magdalena Giuria - Decana del Campus Punta del Este

## Deportes

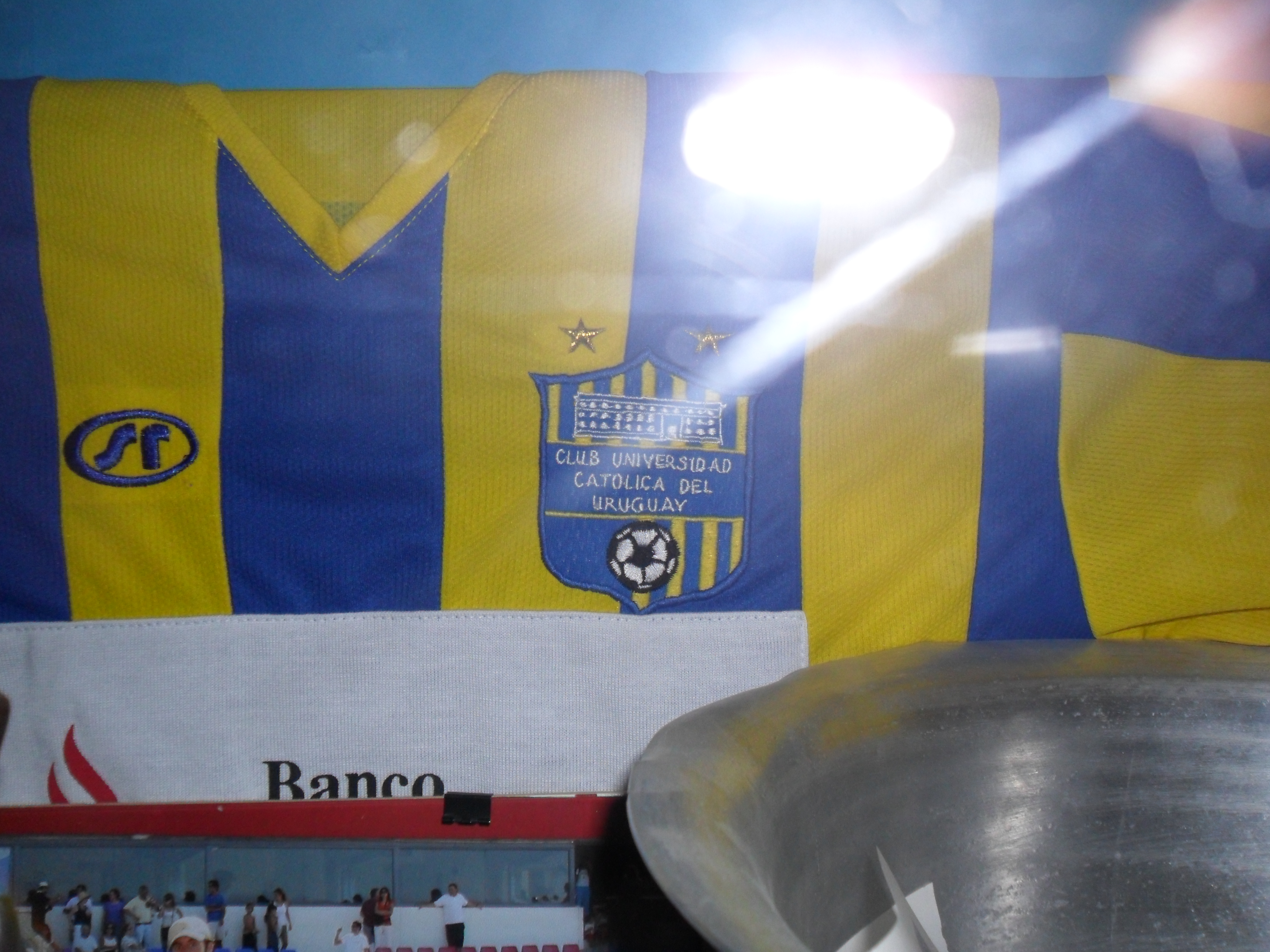
Camiseta del equipo.

El equipo de fútbol que representa a la Universidad es el Club Universidad Católica del Uruguay. Compite en el ámbito amateur con los colores azul y amarillo, en la máxima categoría de la Liga Universitaria de Deportes.